# Copa Ouro Feminina de 2000
A Copa Ouro Feminina de 2000 foi a primeira edição da Copa Ouro Feminina, que substituiu o Campeonato Feminino da CONCACAF. 
O Brasil e a China foram convidadas a participar no torneio.

## Fase de grupos

### Grupo A
| Seleção           | Pts | J | V | E | D | GP | GC | SG  |
| ----------------- | --- | - | - | - | - | -- | -- | --- |
| Estados Unidos    | 7   | 3 | 2 | 1 | 0 | 19 | 0  | +19 |
| Brasil            | 7   | 3 | 2 | 1 | 0 | 19 | 0  | +19 |
| Costa Rica        | 1   | 3 | 0 | 1 | 2 | 2  | 18 | −16 |
| Trinidad e Tobago | 1   | 3 | 0 | 1 | 2 | 2  | 24 | −22 |

| 23 de junho | Brasil                                                                   | 8 – 0 | Costa Rica | Pensilvânia |
|             | Roseli 5', 59' Formiga 7', 35' Kátia 52' Monica 64' Sissi 79' Maycon 92' |       |            |             |

| 23 de junho | Estados Unidos                                                                             | 11 – 0 | Trinidad e Tobago | Pensilvânia |
|             | Parlow 4', 52', 73' Fair 22', 23' Milbrett 34' Hamm 48', 68' MacMillan 62' Whalen 80', 89' |        |                   |             |

| 25 de junho | Brasil                                                                               | 11 – 0 | Trinidad e Tobago | Kentucky |
|             | Kátia 8', 24', 45', 55', 66', 90' Roseli 17', 18' Daniela 30' Cidinha 39' Mônica 60' |        |                   |          |

| 25 de junho | Costa Rica | 0 – 8 | Estados Unidos                                                          | Kentucky |
|             |            |       | Serlenga 11', 53', 64' MacMillan 12' Bush 22' Welsh 47', 81' Whalen 83' |          |

| 27 de junho | Trinidad e Tobago                         | 2 – 2 | Costa Rica              | Massachusetts |
|             | Delia De Silva 28' Natalie Des Vignes 57' |       | Briceno 83' Alvarez 92' |               |

| 27 de junho | Estados Unidos | 0 – 0 | Brasil | Massachusetts |
|             |                |       |        |               |

### Grupo B
| Seleção   | Pts | J | V | E | D | GP | GC | SG  |
| --------- | --- | - | - | - | - | -- | -- | --- |
| China     | 9   | 3 | 3 | 0 | 0 | 20 | 2  | +18 |
| Canadá    | 6   | 3 | 2 | 0 | 1 | 18 | 6  | +12 |
| México    | 3   | 3 | 1 | 0 | 2 | 10 | 7  | −3  |
| Guatemala | 0   | 3 | 0 | 0 | 3 | 0  | 33 | −33 |

| 24 de junho | China | 14 – 0 | Guatemala | Massachusetts |
|             | Yan 21', 26' Ouying 31', 41', 48', 79' Liping 33' Lihong 40' Lina 43' Wei 44' Ailing 47' Qingxia 64', 77', 88' |        |           |               |

| 24 de junho | Canadá                                | 4 – 3 | México                      | Massachusetts |
|             | Sinclair 49, 76' Walsh 71' Hooper 87' |       | Dominguez 40', 75' Mora 82' |               |

| 26 de junho | Guatemala | 0 – 7 | México                                          | Pensilvânia |
|             |           |       | Dominguez 10', 68', 92' Mora 47', 66', 87', 94' |             |

| 26 de junho | China                  | 3–2 | Canadá          | Pensilvânia |
|             | Lina 6' Ouying 9', 36' |     | Hooper 31', 50' |             |

| 28 de junho | Canadá                                                                                       | 12–0 | Guatemala | Kentucky |
|             | Sinclair 9', 73', 76' Latham 13', 81' Neil 28' Franck 39' Walsh 61' Hooper 71', 76' Kiss 84' |      |           |          |

| 28 de junho | México | 0–3 | China                            | Kentucky |
|             |        |     | Yan 26' Lina 86' Mora 88' (p.b.) |          |

## Fases finais

### Esquema
|  | Semifinais     | Semifinais     |   |            | Final          | Final |  |
|  |                |                |   |            |                |       |  |
|  | 1 de Julho     |                |   |            |                |       |  |
|  | Estados Unidos | 4              |   |            |                |       |  |
|  | Canadá         | 1              |   |            |                |       |  |
|  |                |                |   |            |                |       |  |
|  |                |                |   |            | 3 de Julho     |       |  |
|  |                |                |   |            | Brasil         | 0     |  |
|  |                | Estados Unidos | 1 |            |                |       |  |
|  |                |                |   |            |                |       |  |
|  |                |                |   |            |                |       |  |
|  |                |                |   |            | Terceiro lugar |       |  |
|  | 1 de Julho     | 1 de Julho     |   | 3 de Julho | 3 de Julho     |       |  |
|  | China          | 2              |   | China      | 2              |       |  |
|  | Brasil         | 3              |   |            | Canadá         | 1     |  |

### Semi-finais
| 1 de julho | Estados Unidos                           | 4 – 1 | Canadá     | Kentucky |
|            | MacMillan 12', 38' Milbrett 45' Hamm 65' |       | Hooper 58' |          |

| 1 de julho | China                 | 2 – 3 (a.p.) | Brasil                            | Kentucky |
|            | Qingxia 9' Haiyan 75' |              | Kátia 11' Roseli 60' Cidinha 107' |          |

### Terceiro lugar
| 3 de julho | China           | 2 – 1 | Canadá            | Massachusetts |
|            | Jin 42' Qiu 73' |       | Hooper 59' (g.p.) |               |

### Final
| 3 de julho | Brasil | 0 – 1 | Estados Unidos | Massachusetts |
|            |        |       | Milbrett 44'   |               |

## Premiações

### Campeã
| Vencedor                 |
| ------------------------ |
| ESTADOS UNIDOS 4º título |